# Greenwood, Maine
Greenwood är en kommun (town) i Oxford County i Maine. Vid 2010 års folkräkning hade Greenwood 830 invånare.

## Kända personer från Greenwood
- Addison Emery Verrill, zoolog